# ماری، ملکه اسکاتلند
ماری یکم، ملکه اسکاتلند (به انگلیسی: Mary, Queen of Scots) (زادهٔ ۸ دسامبر ۱۵۴۲ – درگذشتهٔ ۸ فوریه ۱۵۸۷) که با نام ماری استوارت متولدشد، ملکه سلطنتی اسکاتلند بود. او تنها فرزند قانونی جیمز پنجم، پادشاه اسکاتلند بود. ۶ روزه بود که پدرش درگذشت و ۹ ماه پس از آن تاج‌گذاری کرد.در پانزده سالگی به فرانسه رفت و با فرانسوا، دوفن فرانسه(ولیعهد) که بعدها با عنوان فرانسوای دوم، پادشاه فرانسه شد، ازدواج کرد. او بعدها در حالی که تنها چهل و پنج سال داشت محاکمه و به دستور الیزابت یکم، ملکه انگلستان، اعدام شد.

## زندگی
ماری استوارت معروف به ماری یکم نه ماه بعد از به دنیا آمدن، تاج‌گذاری کرد و به صومعه فرستاده شد تا شناسایی نشود و با امنیت بزرگ شود و اداره کشور را بر عهده بگیرد.
او در صومعه شناسایی و به جان او سوء قصد شد. او را سریع به فرانسه فرستادند تا با فرانسوا ولیعهد فرانسه ازدواج کند. بعد از مرگ پادشاه فرانسه، هانری دوم، فرانسوا با عنوان فرانسوای دوم بر تخت نشست و یک سال بعد فرانسوا مرد و ماری به اسکاتلند بازگشت تا شورش را سرکوب و تاج و تختش را پس بگیرد. بعد از چند وقت با پسرعمهٔ خود لرد دارنلی ازدواج کرد که حاصل این ازدواج تنها فرزند ماری به نام جیمز بود.
پس از کشته شدن دارنلی، ماری و لرد باثول به شرکت در این قتل متهم شدند. ماری فرزند خود را به الیزابت یکم، ملکه انگلستان (دختر هنری هشتم) سپرد تا او را وارث انگلیس و اسکاتلند کند. سرانجام ماری در ۴۴ سالگی به دستور ملکه الیزابت گردن زده شد. ماری آخرین باری که فرزند خود را دید در ۱۰ ماهگی او بود و زمانی که فرزندش به ۲۱ سالگی رسید، اعدام شد.